# Airi Miyabe
Pour les articles homonymes, voir Miyabe.
Airi Miyabe (宮部 藍梨, Miyabe Airi), née à Amagasaki le 29 juillet 1998, est une joueuse japonaise de volley-ball,,. Elle a fait partie de la Sélection féminine de volley-ball du Japon pour le Grand Prix de Volley-ball de 2015, le Championnat Mondial de 2022, la Ligue de Nations de 2024, les Jeux Olympiques de 2024, entre autres.

## Biographie
Née de père nigérien et de mère japonaise, elle a commencé la pratique du volley-ball vers huit ans,. Pendant son adolescence, elle a continué dans son collège secondaire (le Kinrankai High School d'Osaka), conquérant le titre national en 2015. Sa performance dans ce tournoi étudiant lui a valu une  sélection nationale à 16 ans pour le Grand Prix de Volley-ball de 2015, où elle a été considérée par la presse comme un des «points brillants» de l'équipe,,.
Bien qu'elle ne parle pas anglais, elle choisit de continuer ses études aux États-Unis, au collège universitaire du sud de l'Idaho, lequel possède une équipe de volley-ball féminine qui participe aux compétitions de la National Junior College Athletic Association. Sa première année (2017), l'équipe  arrive en finale, mais perd face à Miami-Dade. Sa deuxième année (2018), elle a cette fois remporté le titre face à Miami-Dade en finale. Lors de cette finale, elle a marqué 23 attaques (avec un pourcentage de 37%), deux aces, un blocage et trois récupérations, remportant le titre de meilleure joueuse (MVP) du tournoi. Sa moyenne de la saison a été de 4.28 attaques réussies et 2.86 récupérations.
Elle entre en 2019 à l'université du Minnesota, où elle obtient son diplôme d'Études sur l'Asie et le Moyen Orient et fait partie de l'équipe de volley-ball, arrivant aux demi-finales de la National Collegiate Athletic Association,.
Après ses études, en 2022, elle revient au Japon, intégrant Victorina Himeji de la Superligue japonaise,.Sa soeur Ameze est aussi professionnelle de volley-ball japonais, et l'a rejointe dans la sélection nationale de la Ligue de Nations de 2024,.

## Sélection nationale
Après son début international au Grand Prix de 2015, elle fut sélectionnée en 2021 pour la Ligue de Nations, mais ne joua pas. En 2022, elle a disputé quatre matches (contre la Belgique, la Serbie, la Turquie et les Pays-Bas), récoltant 11 points (8 d'attaque, deux de blocage).Elle a participé au Championnat du monde, où elle a disputé tous les 10 matches, obtenant 18 points (12 d'attaque, trois de blocage).En 2023, elle a à nouveau été sélectionnée pour la Ligue de Nations, où elle a participé à cinq matches et récolté 33 points (20 d'attaque, 12 de blocage).L'édition 2024 de la Ligue de Nations a été la plus réussie pour la sélection japonaise et Airi en particulier: la sélection a obtenu la médaille d'argent, vaincue par l'Italie en finale. Miyabe a participé à 15 matches, avec un total de 43 points (30 d'attaque, 11 de blocage).

## Palmarès
argent - Ligue des nations féminine de volley-ball 2024